# Przylądek Boya
Przylądek Boya (ang. Boy Point) – przylądek Wyspie Króla Jerzego na południowo-wschodnim brzegu półwyspu Kraków Peninsula między Zatoką Wesela a Zatoką Zielonego Balonika. 
Nazwę nadała polska ekspedycja antarktyczna na cześć Tadeusza Boya-Żeleńskiego.